# Dire Straits
Dire Straits — британський рок-гурт, заснований у 1977 році Марком Нопфлером (гітара, вокал), його братом Девідом Нопфлером (гітара), басистом Джоном Ілслі та ударником Піком Вітерсом. Менеджером групи протягом майже всієї її кар'єри був Ед Бікнел. Музичний стиль «Dire Straits», який розвинувся з паб-року, може бути охарактеризований як мелодійний блюз-рок, що зазнав сильного впливу кантрі, рок-н-ролу, фолку та джазу. У творчості групи переважали меланхолійні композиції. Попри те, що гурт був утворений в часи панування панк-року та сильно контрастував з ним за звучанням, завдяки таланту Марка Нопфлера колектив здобув всесвітню популярність.
«Dire Straits» увійшов до когорти найбільш комерційно успішних груп в історії рок-музики, в цілому було продано більше 120 мільйонів копій альбомів колективу. Найпопулярніший альбом гурту, «Brothers in Arms», розійшовся тиражем більше 30 мільйонів копій.
Найвідоміші хіти групи: Telegraph Road, Sultans of Swing, Romeo and Juliet, Private Investigations, Money for Nothing, Walk of Life, Tunnel of Love, Your Latest Trick, Brothers in Arms і Calling Elvis.

## Історія

### Ранні роки і перші два альбоми 1977—1979

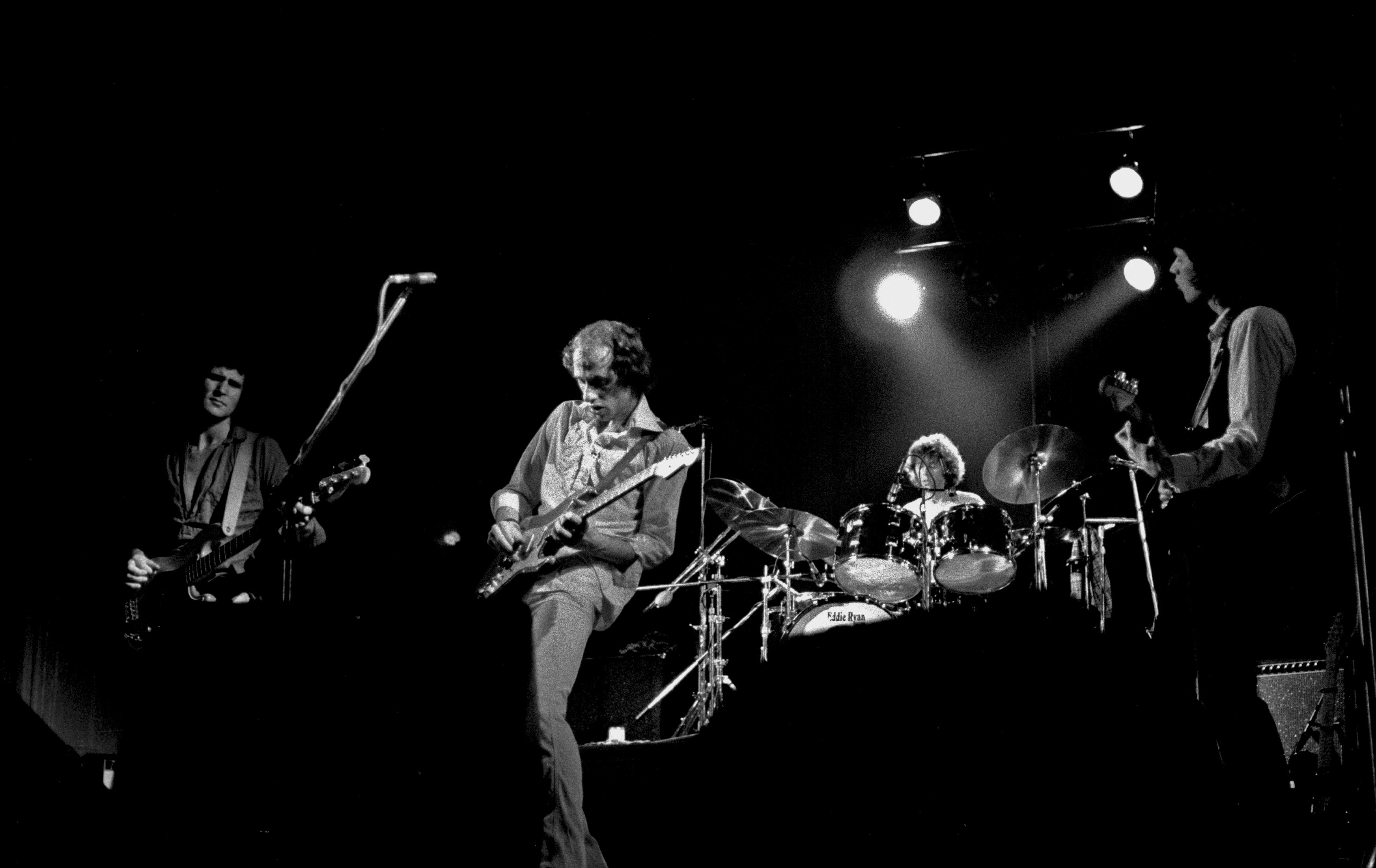
Перший склад гурту на концерті в 1978 році в Гамбурзі. Зліва направо: Ілслі, Марк Нопфлер, Пік Вітерс, Девід Нопфлер

Брати Нопфлер, Джон Ілслі і Пік Вітерс створили гурт в 1977 році. Назву Dire Straits запропонував музикант, колишній сусід Вітерса у кімнаті. Воно було вибране як натяк на проблеми віку і фінансової спроможності учасників і може бути переведене як «відчайдушне становище», «обмежені обставини», «на мілині». 1977 року Dire Straits записали демо-касету з п'ятьма піснями, що включала їх майбутній хіт «Sultans of Swing», а також «Water of Love», «Down to the Waterline», «Wild West End» і «Sacred Loving» авторства Девіда Нопфлера. Вони віднесли касету ді-джею Чарлі Гілету, який вів програму «Honky Tonkin» на радіостанції BBC Radio London. Музиканти просто хотіли запитати ради, але Гілету музика сподобалася так сильно, що він випустив «Sultans of Swing» в ефір. Два місяці потому Dire Straits підписали контракт з Phonogram Records.
У жовтні 1977 року гурт підготував демозаписи пісень «Southbound Again», «In the Gallery» і «Six Blade Knife» для BBC Radio London; а в листопаді — демо «Setting Me Up», «Eastbound Train» і «Real Girl».
Перший альбом гурту, Dire Straits, записувався в лондонській студії Basing Street в лютому 1978 року; витрати на його створення склали £12 500. Як продюсер виступив Маффая Вінвуд. Альбом був достатньо слабо «розкручений» під час першого релізу у Великої Британії під лейблом Vertigo Records (підрозділ Phonogram) і тому не дуже добре прийнятий. Однак, платівка звернула на себе увагу співробітниці відділу пошуку талантів Керін Берг, яка працювала в Warner Music Group в Нью-Йорку. Їй здалося, що саме такої музики в той час бракувало публіці, але спочатку лише одна людина у відділі з нею погодилася. Багато пісень з альбому відображають враження Марка Нопфлера від відвідування англійських міст Ньюкасла-апон-Тайн, Лідса та Лондона. «Down to the Waterline» містить спогади про життя в Ньюкаслі; «In the Gallery» присвячена скульптору та художнику з Лідса на ім'я Гаррі Філіпс; «Wild West End» і «Lions» малюють картини юності Нопфлера, проведеної у столиці.

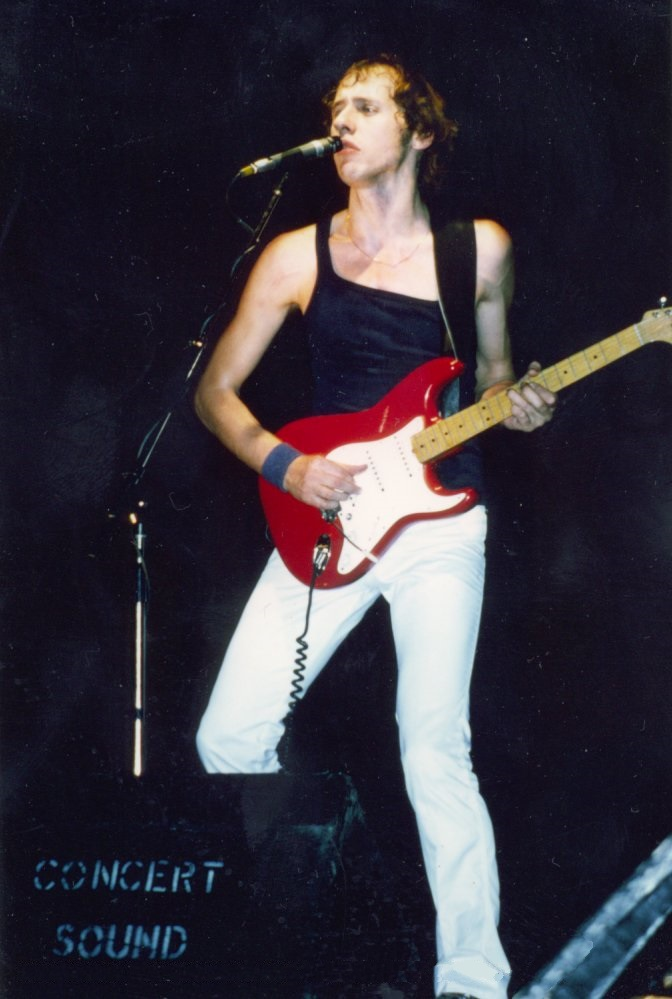
Марк Нопфлер на концерті в 1979 році.

У тому ж році Dire Straits почали концертну діяльність, виступаючи на розігріві у Talking Heads. Підсумком стало підписання контракту з Warner Bros. Records в США; та наприкінці 1978 року Dire Straits видали свій однойменний дебют у всьому світі. Найбільший успіх чекав групу в Сполучених Штатах, але вони виявилися на верхівці чартів і в інших країнах: у Канаді, Австралії та Новій Зеландії. Зрештою альбом Dire Straits увійшов у Top 10 у всіх європейських країнах.
У наступному році Dire Straits вирушили у своє перше турне по Північній Америці, де за 38 днів відіграли 51 концерт у переповнених залах. «Sultans of Swing» дійшов до четвертого місця в США і до восьмої позиції у Великій Британії. Ця пісня стала одним з головних хітів гурту та незмінно виконувалася на концертах. Боб Ділан, що побачив їх виступ в Лос-Анджелесі, був настільки вражений, що запросив Марка Нопфлера та барабанщика Піка Візерса взяти участь у роботі над своїм наступним альбомом Slow Train Coming.
Запис другого альбому, Communiqué, почався в грудні 1978 року на студії Compass Point Studios, в Нассау, Багамські Острови. Альбом, спродюсований Джері Векслером та Баррі Бекетом, вийшов у червні 1979 року і посів першу позицію в німецьких чартах; одночасно з цим дебютний альбом гурту піднявся до третього місця. Пісня «Lady Writer» вийшла як сингл. Другий альбом характеризувався все тим же «одноколірним» звучанням, нехай і дещо краще відполірованим, але в той же час демонстрував розширення тематики композицій, зокрема на відкриваючому треку Once Upon a Time in the West (пісня)|«Once Upon a Time in the West». Проте вже в наступному році звучання групи стало змінюватися; одночасно відбувалися зміни в її складі.

### Ускладнення музичного стилю (1980—1984)

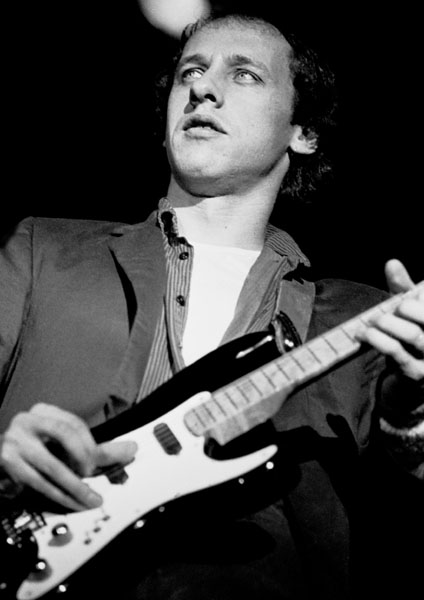
Марк Нопфлер виступає під час On Location: World Tour, 1981 рік

1980 році Dire Straits були номіновані на дві премії «Греммі», як «Найкращий новий виконавець» та «Найкращий рок-вокал (в дуеті чи гурті)» за пісню «Sultans Of Swing». У липні того року гурт почав запис пісень для свого третього альбому. Спродюсований Джиммі Айовіном та самим Нопфлером, Making Movies побачив світ у жовтні. Під час запису почалися тертя між братами Марком та Девідом, що призвело до відходу останнього з гурту та початку його сольної кар'єри; на альбомі відсутня згадка про його участь у записі. Студійні сесії були продовжені з ритм-гітаристом Сідом Макгіннісом та клавішником Роєм Біттеном. Коли альбом був готовий, клавішник Алан Кларк та каліфорнійський гітарист Гел Ліндес увійшли до складу Dire Straits, і гурт вирушив в турне по Європі та Північній Америці.
До Making Movies увійшли довші пісні із складними аранжуваннями; тим самим задавався характерний стиль, що розвивався протягом усієї музичної кар'єри гурту. Альбом містить чимало найбільш особистих творів Марка Нопфлера. Найуспішнішим синглом з альбому стала пісня про нещасливе кохання «Romeo and Juliet» (8 позиція у британському чарті), яка незабаром перетворилася на одну з найулюбленіших публікою композицій Dire Straits. За основу для пісні справив невдалий любовний роман Марка Нопфлера. Вона написана в характерній для його творчості алегоричній манері, що поєднує особистий досвід автора з вигаданими «декораціями». Композиція, що відкриває лонг-плей, «Tunnel of Love» (зі вступом «The Carousel Waltz», написаним Річардом Роджерсом та Оскаром Геммерстайном II), увійшла до саундтреку фільму «Офіцер і джентльмен» і також стала візитівкою гурту, що незмінно виконується на концертах. Making Movies залишався в британському чарті впродовж чотирьох років, діставшись на піку успіху до четвертого рядку.
Четвертий студійний альбом Dire Straits, Love over Gold, складений із довгих пісень, повних експериментальних пасажів, був добре прийнятий критиками в момент виходу на початку осені 1982 року; він отримав статус золотого в США і відбув чотири тижні на вершині британських чартів. Назва альбому («Кохання дорожче від золота») було підказане графіті, що виднілося з вікна старої лондонської квартири Нопфлера. Можливо ті, хто намалювали його, взяли фразу з внутрішнього конверта однієї з платівок Капітана Біфхарта. Love over Gold став першим альбомом гурту, спродюсованим Марком Нопфлером одноосібно. Центральний хіт, «Private Investigations», став першим синглом Dire Straits, який увійшов до першої п'ятірки британського хіт-параду, сягнувши другого рядка попри майже семихвилинну тривалість. Пісня також включилася в число найчастіше виконуваних на концертах.

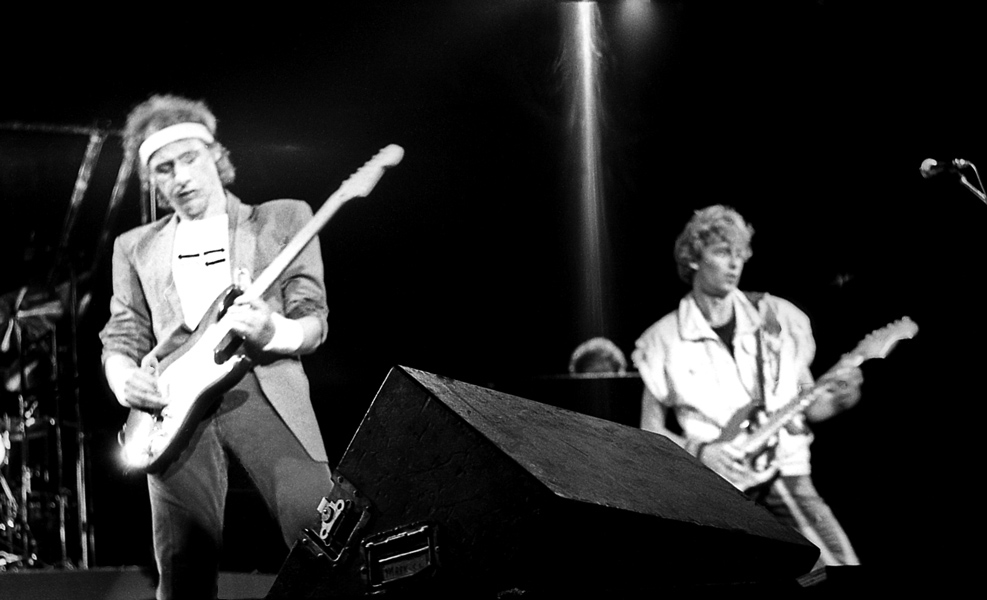
Марк Нопфлер та Хел Ліндес виступають в Загребі, 1983 рік

В інших частинах світу найбільшого успіху домоглася пісня «Industrial Disease»; зокрема, вона увійшла до першої десятки в Канаді. Пісня присвячена спаду в британській індустрії початку 1980-х років та описує страйки та клінічну депресію, спричинену безробіттям. Окрім згаданих треків, альбом включає заголовну пісню, пісню «It Never Rains» і 14-хвилинну поему Telegraph Road, що оповідає про швидкий розвиток та подальший занепад американського міста Детройт. Протягом перших шести тижнів після релізу у світі було продано більш як два мільйони копій альбому.
Незабаром після виходу Love over Gold гурт покинув барабанщик Пік Візерс. Йому на зміну прийшов Террі Вільямс, колишній учасник Rockpile та цілого ряду інших уельських команд, включаючи Man.
1984 року, коли «Love over Gold» ще перебував в чартах, вийшов чотирьохпісенний мініальбом, озаглавлений ExtendedancEPlay. Він містив хіт «Twisting By the Pool», який увійшов у двадцятку хіт-парадів у Великої Британії та Канаді. У тому ж році Dire Straits вирушили у світове турне; а в березні побачив світ подвійний «живий» альбом Alchemy Live, що включив в себе записи з двох концертів, зіграних в лондонському Hammersmith Odeon в липні 1983 року. Альбом, який не піддавався ніякій додатковій студійній обробці, став одним з перших випущених на CD релізів в Сполученому Королівстві та досяг третього місця в британських чартах. Запис концерту також вийшов на VHS, а в 2010 році ремастували відео з подальшим випуском на DVD та Blu-ray.
В 1983—1984 роках Нопфлер брав участь і в інших проєктах. Він написав музику для фільмів Місцевий герой та Кел, видану згодом окремими альбомами, і пісню «Private Dancer» для однойменного альбому Тіни Тернер, що ознаменував її повернення на сцену. Крім того, в той же період Нопфлер виступив як продюсер груп Aztec Camera та Willy DeVille, а також альбому Боба Ділана Infidels. 1984 року Джон Іллслі випустив свій перший сольний альбом, Never Told a Soul, у роботі над яким брали участь Нопфлер та Вільямс.

## Музика

### Музичний стиль
Творчість гурту можна умовно розділити на два періоди, межею між якими служить перша зміна складу: зростаюча майстерність музикантів та застосування синтезаторів привели до значного ускладнення музичного стилю починаючи з часу запису третього студійного альбому.
Альбоми Dire Straits включають відносно невелику кількість пісень, багато з яких відрізняються високою тривалістю звучання (наприклад, платівка Love over Gold загальною тривалістю понад 40 хвилин містить всього дві композиції на стороні А й три — на стороні B; при цьому час звучання треку «Telegraph Road» перевищує 14 хвилин). Більшість пісень являють собою пронизливі балади, що тяжіють до блюз-року. У багатьох з них присутні складно аранжовані та тривалі інструментальні пасажі, насамперед гітарні. Характерними для Dire Straits стали довгі вступні та заключні партії («Skateaway», «Tunnel of Love», «Money for Nothing» та інші). Лише в одній композиції («On Every Street») вокал вступає одночасно з інструментами. Гурт часто відходив від звичайної куплетної схеми, багато пісень мають неявний приспів («Walk of Life») або не мають його зовсім («Private Investigations»).
Марк Ноплфер визнається одним з найвидатніших майстрів гітарної музики та розробив власний впізнаваний стиль гри, багато в чому пов'язаний з незвичайною гітарною технікою: він не використовує медіатор при грі на електрогітарі, а грає пальцями. Достатньо незвичним є і його вокал: соліст не стільки співає, скільки наговорює тексти, що особливо помітно на концертних записах. Тексти пісень, часто довгі та складні, не обмежуються любовною лірикою та включають повсякденну («Down to the Waterline»), соціальну («Skateaway»), сатиричну («Heavy Fuel») та музичну («Calling Elvis») тематику.

### Вплив
За оцінками більшості критиків, на Марка Нопфлера зробили сильний вплив кантрі-музика та творчість Боба Ділана, особливо це помітно на ранніх записах Dire Straits. Крім того, відзначається вплив таких виконавців як Ерік Клептон, Брюс Спрінгстін, Альберт Кінг, Джей Джей Кейл, The Kinks, The Band.
Водночас вважається, що самі Dire Straits не надали знакового впливу на інші імениті музичні групи. Частково це може бути пов'язано з тим, що вже в той час вони не належали до музичного «мейнстриму». Однак, вплив колективу помітно у творчості Aztec Camera, Mike & The Mechanics, Train та деяких інших виконавців.

### Критика
Творчість гурту в цілому високо оцінюється професійними критиками. Зокрема, авторитетний журнал Rolling Stone характеризує Dire Straits як одного з найуспішніших британських гуртів 1980-х років, відзначаючи віртуозну музичність, дотепні тексти та талант Марка Нопфлера до написання пісень.
Альбоми Love over Gold та Making Movies привернули увагу критиків нетривіальними та проробленими текстами, а також більшою стилістичною самостійністю, ніж попередні.
Окремо критики виділяють баладу «Romeo and Juliet», яку відомий рок-музикант Джон Бон Джові схарактеризував як «досконалу».
Найбільш титулований альбом, Brothers in Arms, зібрав величезну кількість похвальних відгуків. BBC характеризує його як «феномен на всіх рівнях», «підняв планку якості для музичних альбомів в цілому». Rolling Stone називає диск «тим, що застає зненацька» (журнал заніс його до списку «500 найвидатніших альбомів усіх часів»). Серед недоліків альбому відзначається деяка «попсовість» порівняно з попередніми релізами, що не применшує, втім, його цінності.
Самопроголошений «декан американських рок-критиків» Роберт Крістгау дає стриманішу оцінку творчості гурту, не виставивши жодному з альбомів категорію якості вище «В» і звинувачуючи Марка Нопфлера в нещирості. Варто відзначити також, що в своїх оглядах він розходиться з думкою більшості рецензентів про те, що Brothers in Arms був найкращим альбомом гурту, а перші два диски — менш цікавими, ніж наступні.
Щодо останнього альбому гурту On Every Street, у рецензентів немає жодної думки. Одні вважають його звучним завершенням кар'єри Dire Straits, інші уїдливо натякають, що гучний успіх попереднього диску міг бути випадковістю.
Деякі аналітики відзначають, що бурхливому зростанню популярності Dire Straits в другій половині 80-х років багато в чому сприяла їх участь у запуску європейського каналу MTV та популяризації компакт-дисків, що появилися в цей час на ринку. Зокрема, альбом Brothers in Arms використовувався деякими виробниками CD-програвачів для демонстрації можливостей цифрових технологій.

## Учасники гурту
Постійними учасниками Dire Straits були Марк Ноплфер і Джон Іллслі; значну частину часу в складі перебували також клавішники Гай Флетчер і Алан Кларк. За час існування гурту в ній змінилося кілька гітаристів та ударників. сесійні музиканти залучалися як в процесі запису альбомів, так і на час турів в їх підтримку.
Хронологія основного складу гурту:

## Дискографія

### Студійні альбоми
- Dire Straits (1978)
- Communiqué (1979)
- Making Movies (1980)
- Love over Gold (1982)
- Brothers in Arms (1985)
- On Every Street (1991)

### Живі альбоми
- Alchemy: Dire Straits Live (1984)
- On the Night (1993)
- Live at the BBC (1995)

### Збірки
- Money for Nothing (1988)
- Sultans of Swing: The Very Best of Dire Straits (1998)
- The Best of Dire Straits & Mark Knopfler: Private Investigations (2005)

### Мініальбоми
- ExtendedancEPlay (1983)
- Encores (1993)

## Сингли
- «Султани свінгу» (Sultans of Swing, 1979) № 8 в Англії; № 4 в США
- «Ромео та Джульєтта» (Romeo and Juliet, 1981) № 8 в Англії
- «Відковзай» (Skateaway, 1981) № 37 в Англії
- «Приватні розслідування» (Private Investigations, 1982) № 2 в Англії
- «Танцюючи біля басейна» (Twisting by the Pool, 1983) № 14 в Англії
- «Дуже далеко» (So Far Away, 1985) № 20 в Англії; № 19 в США
- «Гроші ні за що» (Money for Nothing, 1985) № 4 в Англії; № 1 в США
- «Браття по зброї» (Brothers in Arms ,1985) № 16 в Англії
- «Прогулянка життя» (Walk of Life,1986) № 2 в Англії; № 7 в США
- «Твоя остання примха» (Your Latest Trick, 1986) № 26 в Англії
- «Телефонує Елвіс» (Calling Elvis, 1991) № 21 в Англії
- «На біс І.Пі.» (Encores EP, 1993) № 31 в Англії